# Halbkettenfahrzeug

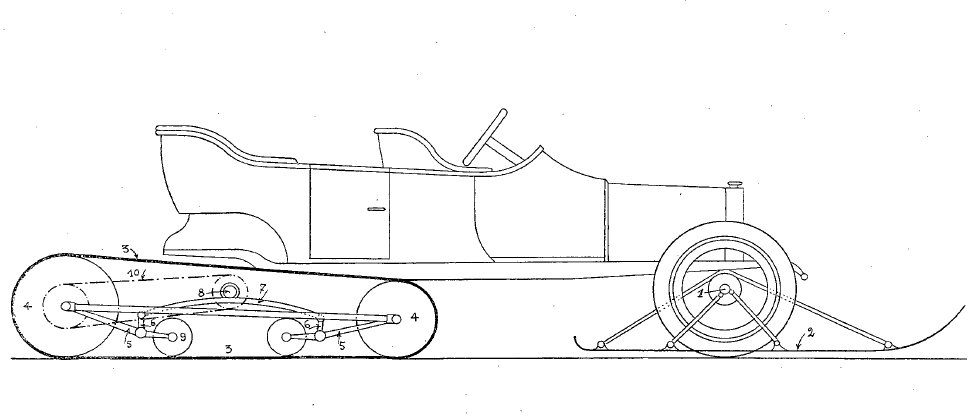
Kegresse Patentzeichnung von 1913

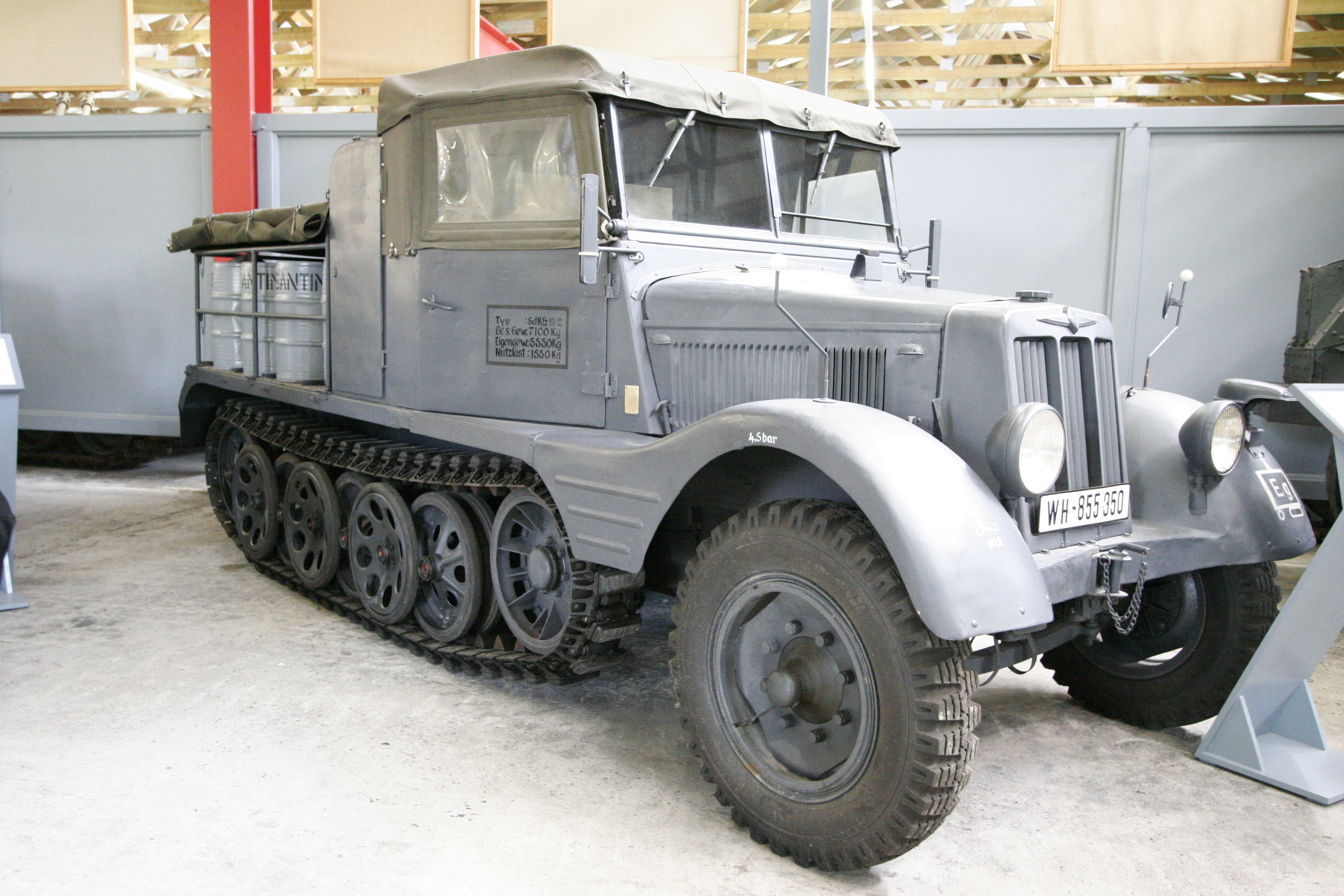
Sd.Kfz. 11 von Borgward

Ein Halbkettenfahrzeug ist ein Kettenfahrzeug mit Rädern und einem Kettenlaufwerk. Im Allgemeinen haben sie eine gelenkte Vorderachse und anstelle einer oder mehrerer Hinterachsen das Kettenlaufwerk. Halbkettenfahrzeuge werden meist zu den Zugmaschinen gerechnet.

## Geschichte

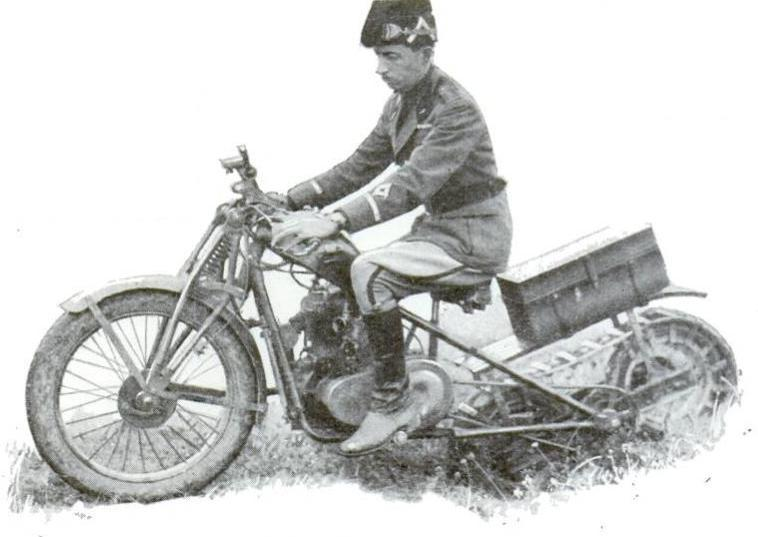
Halbkettenfahrzeug auf Motorradbasis, Versuchsfahrzeug der italienischen Streitkräfte (1931)

Im November 1859 erhielt Charles F. Mann das Patent US-26195 mit dem Titel „Traction Locomotive carring its own Railway“ für ein dampfbetriebenes Halbkettenfahrzeug.
In der ersten Hälfte des 20. Jahrhunderts wuchs das Interesse zu dieser Antriebstechnik. 1901 erschien das erste kommerziell erfolgreiche Kettenfahrzeug der Welt, der Lombard Steam Log Hauler. Das Fahrzeug war genau genommen ein Halbkettenfahrzeug, allerdings mit Kufen anstelle von Rädern an der Vorderachse. Der Franzose Frederic Edouard Edmond Lefebvre meldete 1911 seine als „Automobil-Tractor“ bezeichnetes Erfindung an und erhielt das US-Patent-Nr. 1054649. Adolphe Kégresse entwickelte ebenfalls an dieser Antriebstechnik und meldete 1913 sein Patent zum „Véhicule automobile“ an und erhielt dazu die schweizerische Patent-Nr. 65643.
Der französische Hersteller Citroën entwickelte die Baureihe der Citroën-Kégresse Halbkettenfahrzeuge. 1922 durchquerte man mit solchen Halbkettenfahrzeugen die Sahara (von Touggourt (Algerien) nach Timbuktu), 1924/25 Afrika (Croisière Noire) und 1931/32 Asien (Croisière Jaune).
Von den Italienischen Streitkräften wurde 1931 ein Halbkettenfahrzeug auf Motorradbasis erprobt. Für schwieriges Terrain wurde später das Dreirad Moto Guzzi Mulo Meccanico mit optional an der Hinterachse montierbaren Halbketten eingeführt.

Lombard Steam Log Hauler, Patent von 1901.
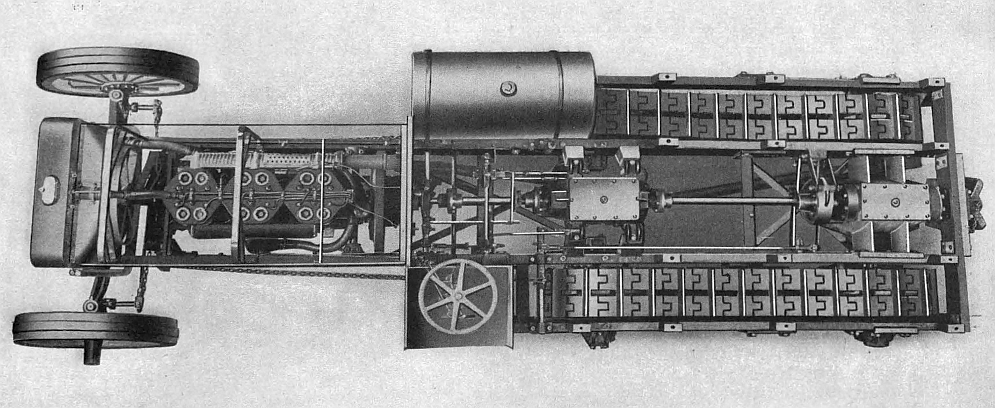
Lombard 100 HP Chassis des Halbkettenfahrzeuges um 1916.
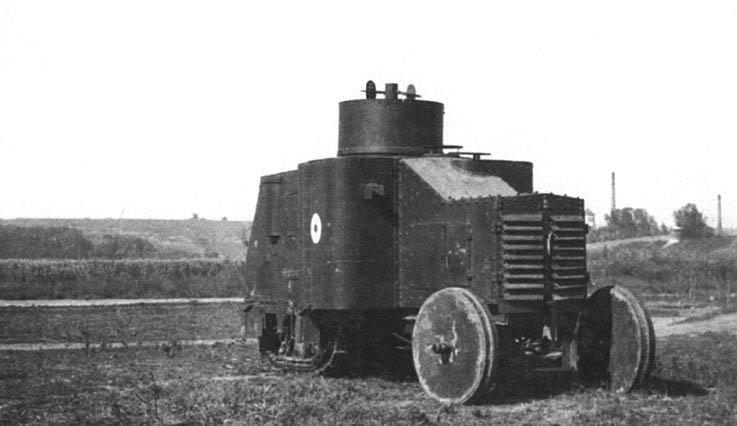
Halbketten-Panzerwagen, Russland 1919.
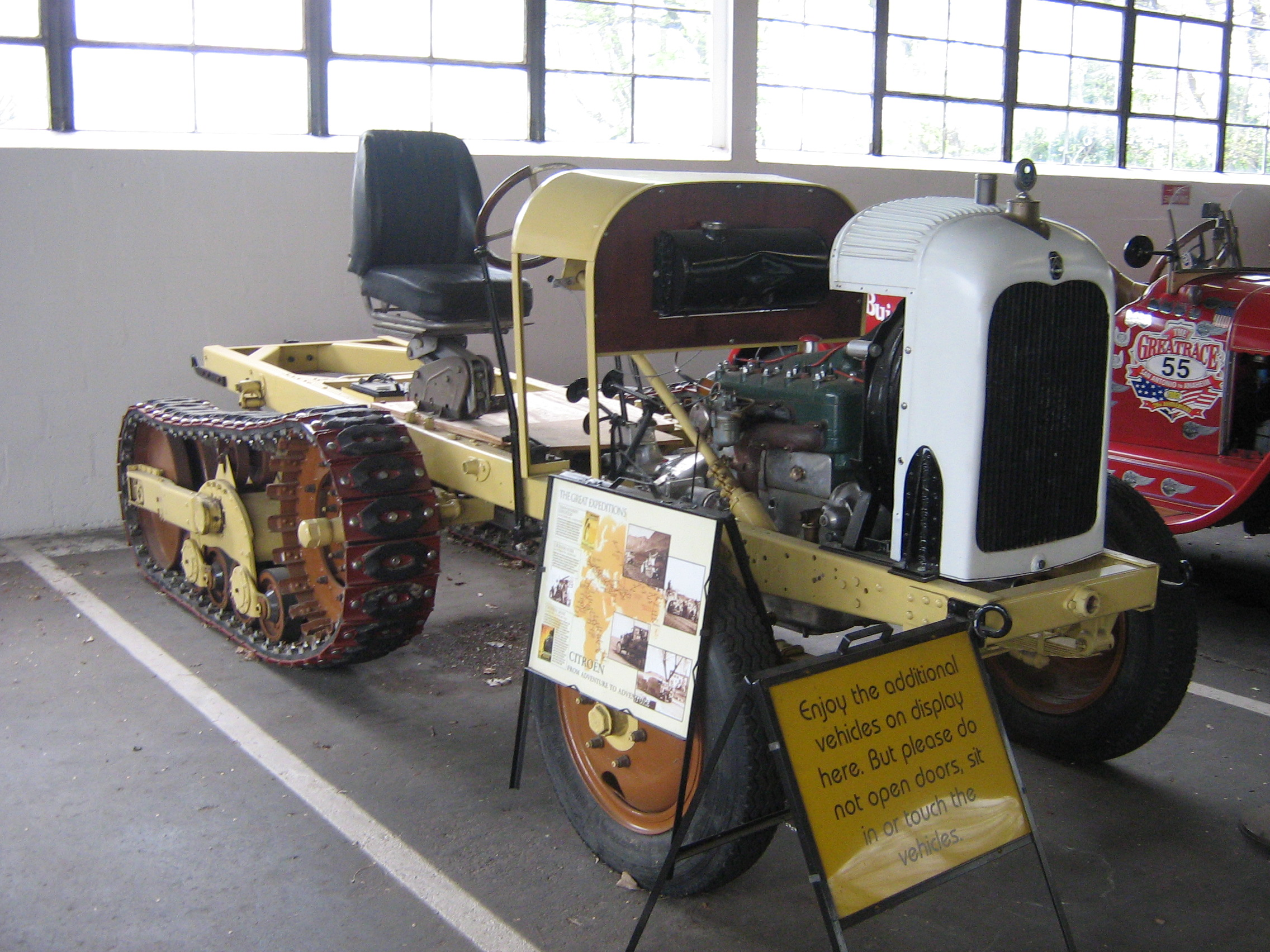
Citroën-Halbkettenfahrzeug (Autochenille) von 1924.
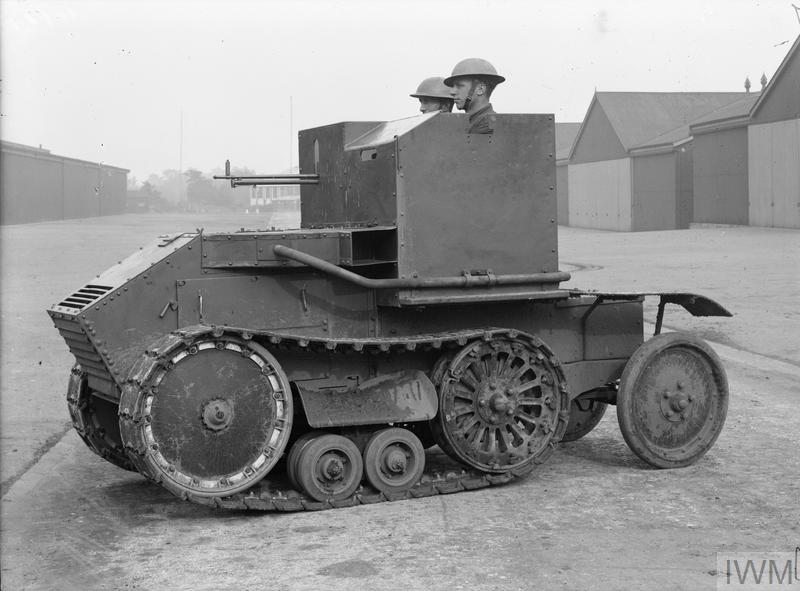
Morris-Martel-Tankette, Halbkettenfahrzeug mit gelenkter Hinterachse.

### Zweiter Weltkrieg

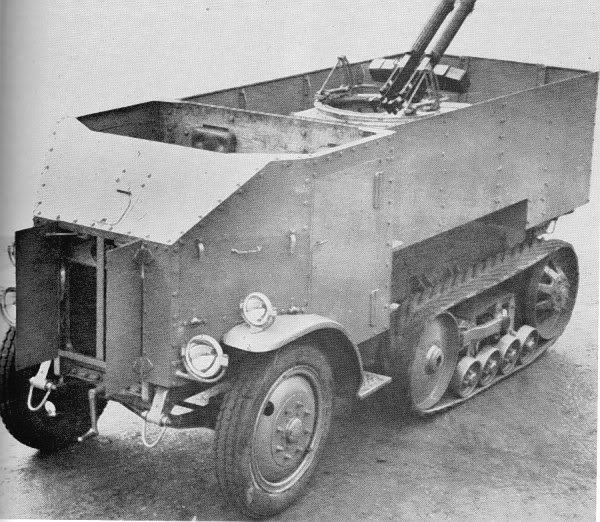
Burford-Kégresse 30cwt

Die deutsche Wehrmacht verwendete im Zweiten Weltkrieg viele Halbkettenfahrzeuge, beispielsweise den mittleren Schützenpanzerwagen von Hanomag, aus wirtschaftlichen Erwägungen: Ein Halbkettenfahrzeug ist billiger herzustellen als ein Vollkettenfahrzeug, zumal mit einer ungebremsten und nicht angetriebenen Vorderachse. Der so gewonnene Längenzuwachs erlaubt einen vergleichsweise großen Nutzraum. Die Zuladung war in der Regel überraschend gering (sogar eine 18-t-Zugmaschine war nur für eine Nutzlast von 2,8 Tonnen gebaut), da das wesentliche Element der Zugkraftwagen die auf der überlegenen Traktion des Kettenlaufwerks aufbauende Zugkraft war, doch boten diese Fahrzeuge allgemein eine solide Basis für Zubauten. Dadurch konnten auf recht leichten Fahrzeugkonstruktionen sogar Geschütze (Panzerabwehrkanonen, Flugabwehr-Maschinenkanonen) aufgesetzt werden, die das Fahrzeug selbst bei kurzen Schussfolgen nur mäßig ins Schwanken brachten.
Das von NSU entwickelte Kettenkrad wurde während des Zweiten Weltkriegs vor allem von der Gebirgstruppe als leichte Zugmaschine verwendet, aber auch von der Luftwaffe, um Flugzeuge zwischen Unterständen und Wartepositionen zu bewegen.

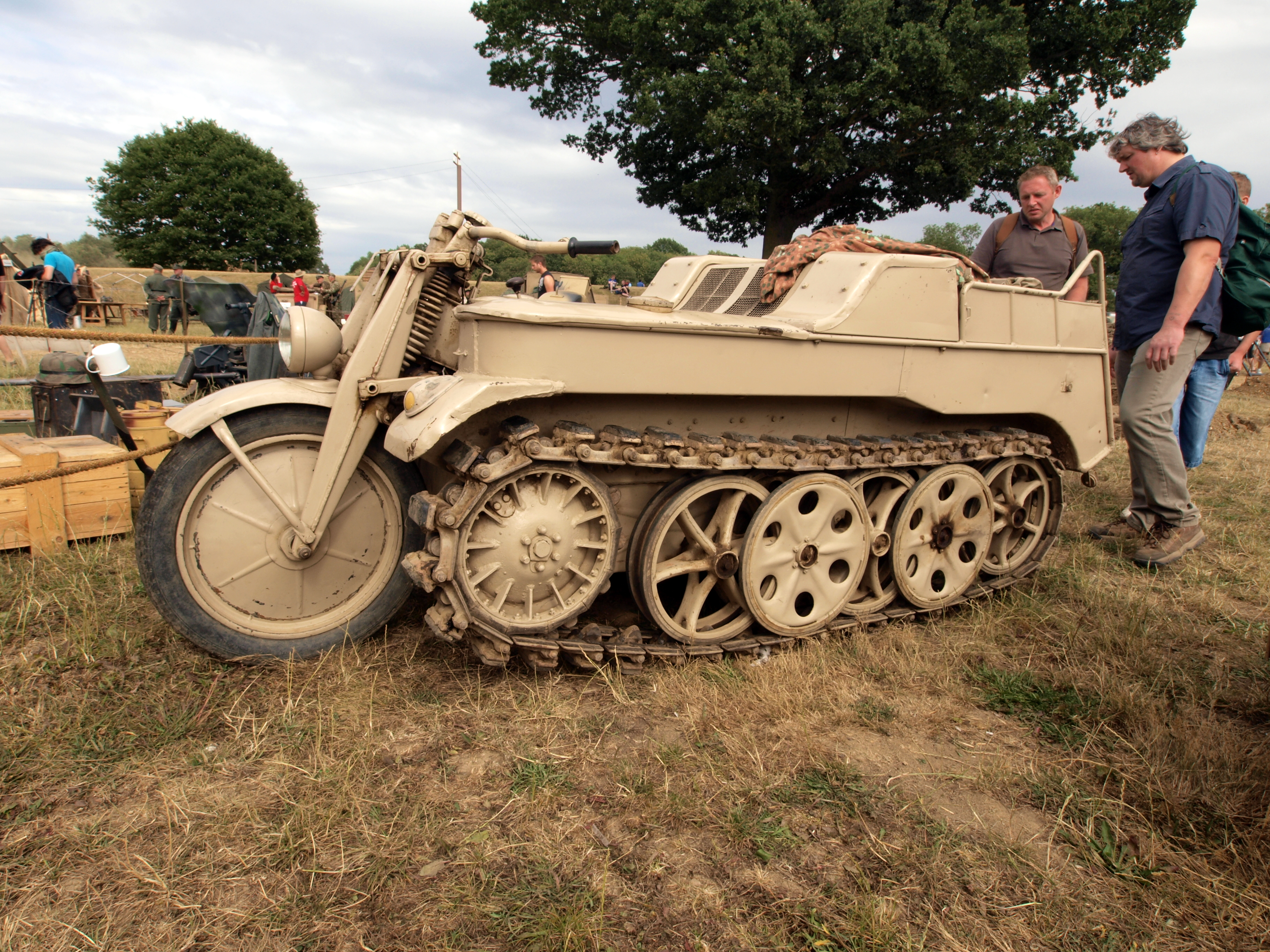
Kettenkrad: Halbkettenfahrzeug Sd.Kfz. 2 mit motorradähnlichem Vorderbau.
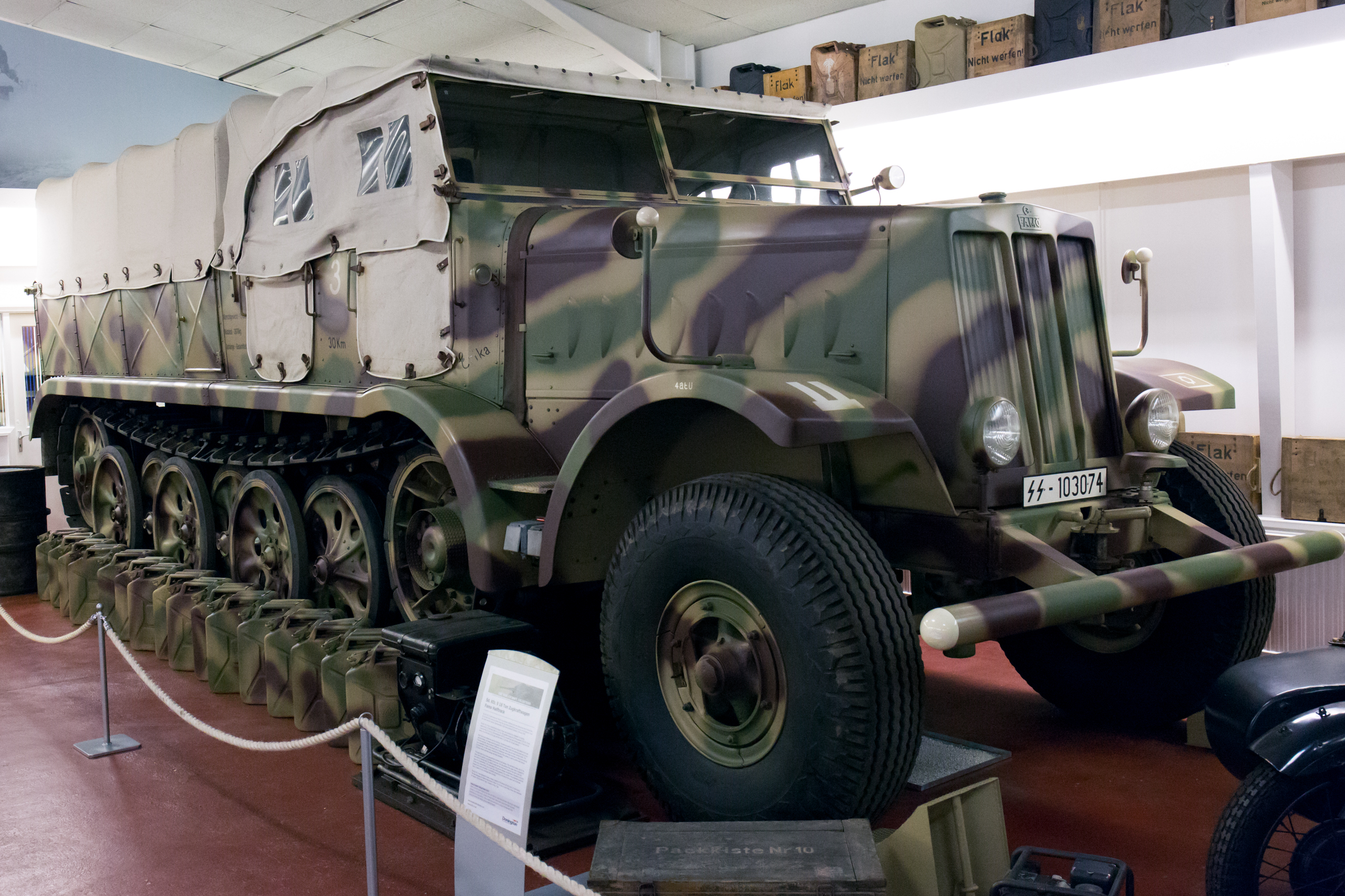
Sd.Kfz. 9: mit 18 t Eigengewicht das schwerste Halbkettenfahrzeug der Wehrmacht
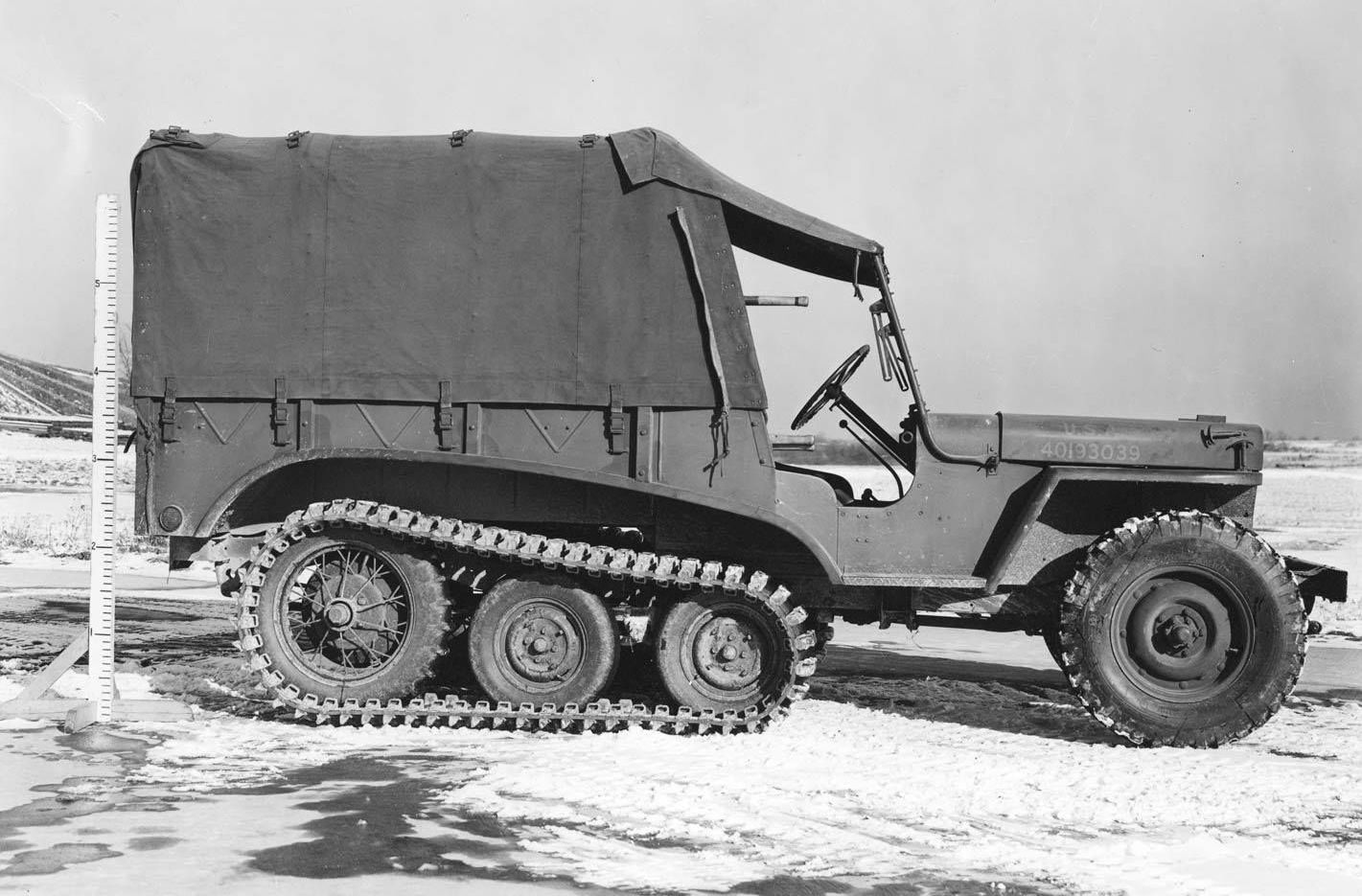
Halbketten-Jeep, Experimentalfahrzeug der US-Army.

Übersicht bekannter Halbkettenfahrzeuge:
- Citroën-Kégresse Halbkettenfahrzeuge
- Breda Tipo 61
- Fiat 727
- FN-Kégresse 3T
- M3 (Halbkettenfahrzeug)
- M16 (Halbkettenfahrzeug)
- Maultier (Halbkettenfahrzeug)
- Panzerwerfer 42
- Schützenpanzerwagen Sd.Kfz. 250
- Schwerer Wehrmachtschlepper
- SOMUA MCL
- ZIS-42

### Nach dem Zweiten Weltkrieg
Nach dem Zweiten Weltkrieg sind Halbkettenfahrzeuge recht selten geworden; manchmal sind sie noch in der Landwirtschaft in bergigem Gebiet anzutreffen.

Bilder zu Halbkettenfahrzeugen nach 1945
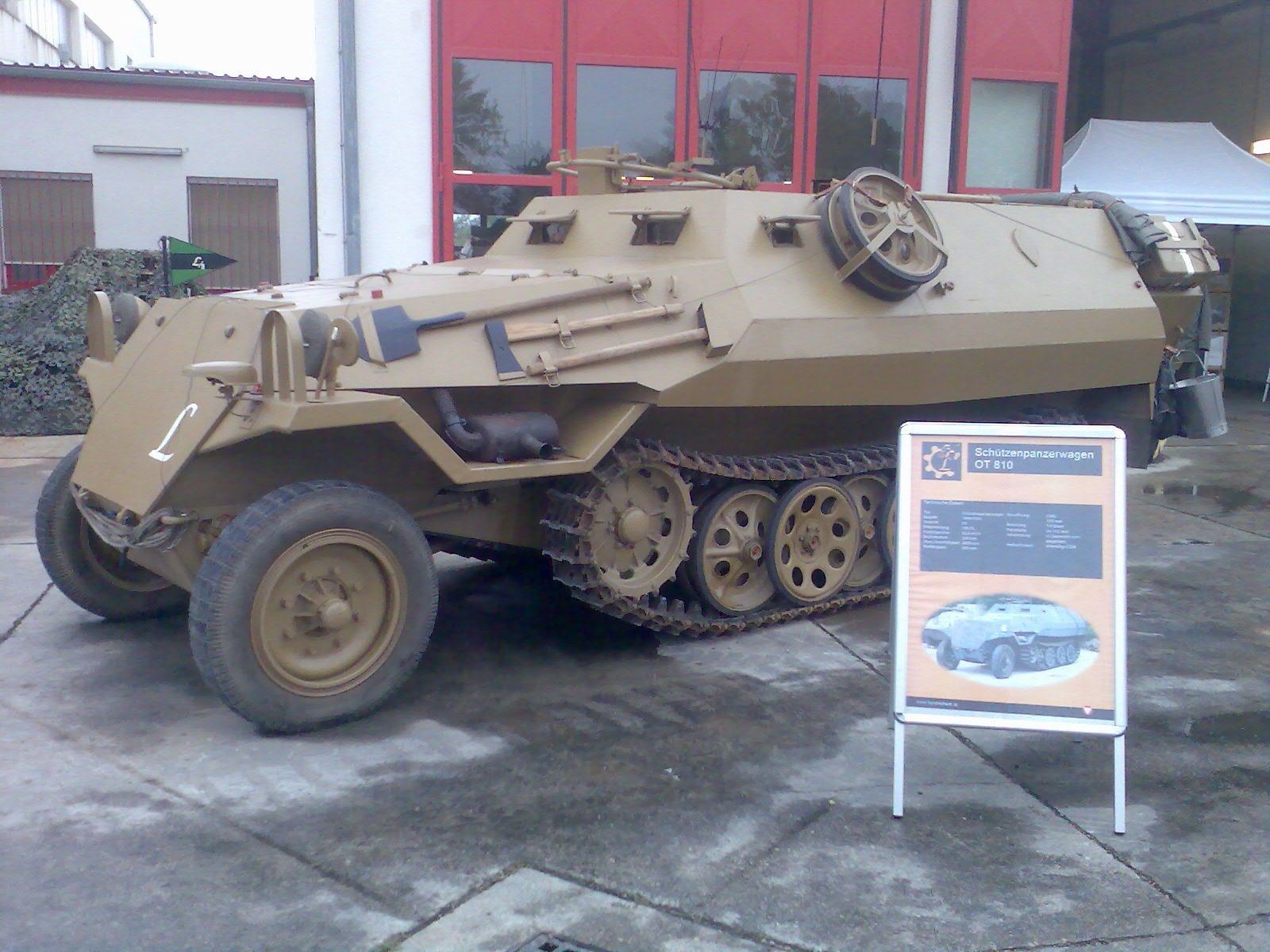
OT-810 der tschechischen Škoda-Werke, 1958
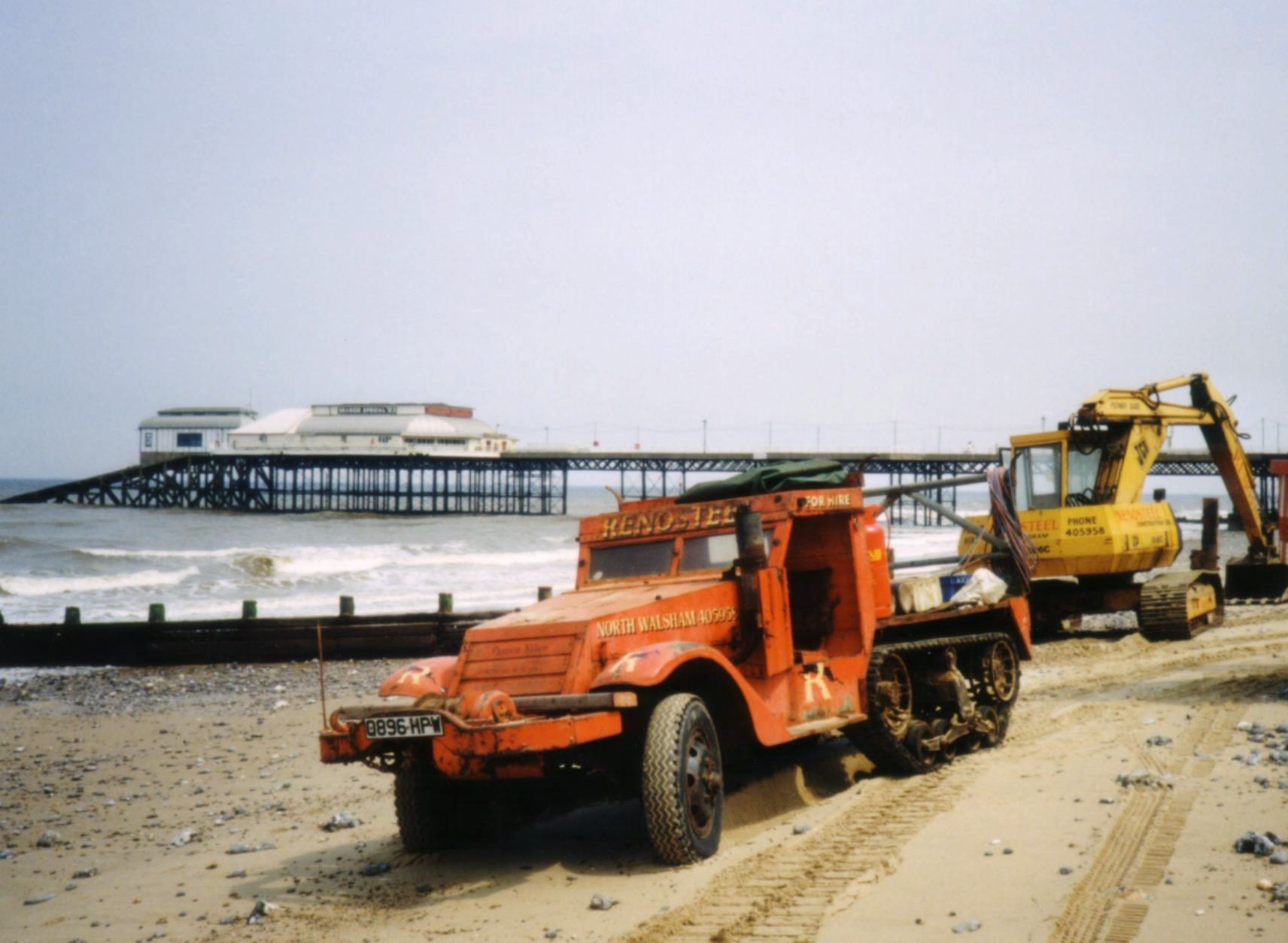
Halftrack auf Basis des amerikanischen Schützenpanzerwagens M3 (Halbkettenfahrzeug)
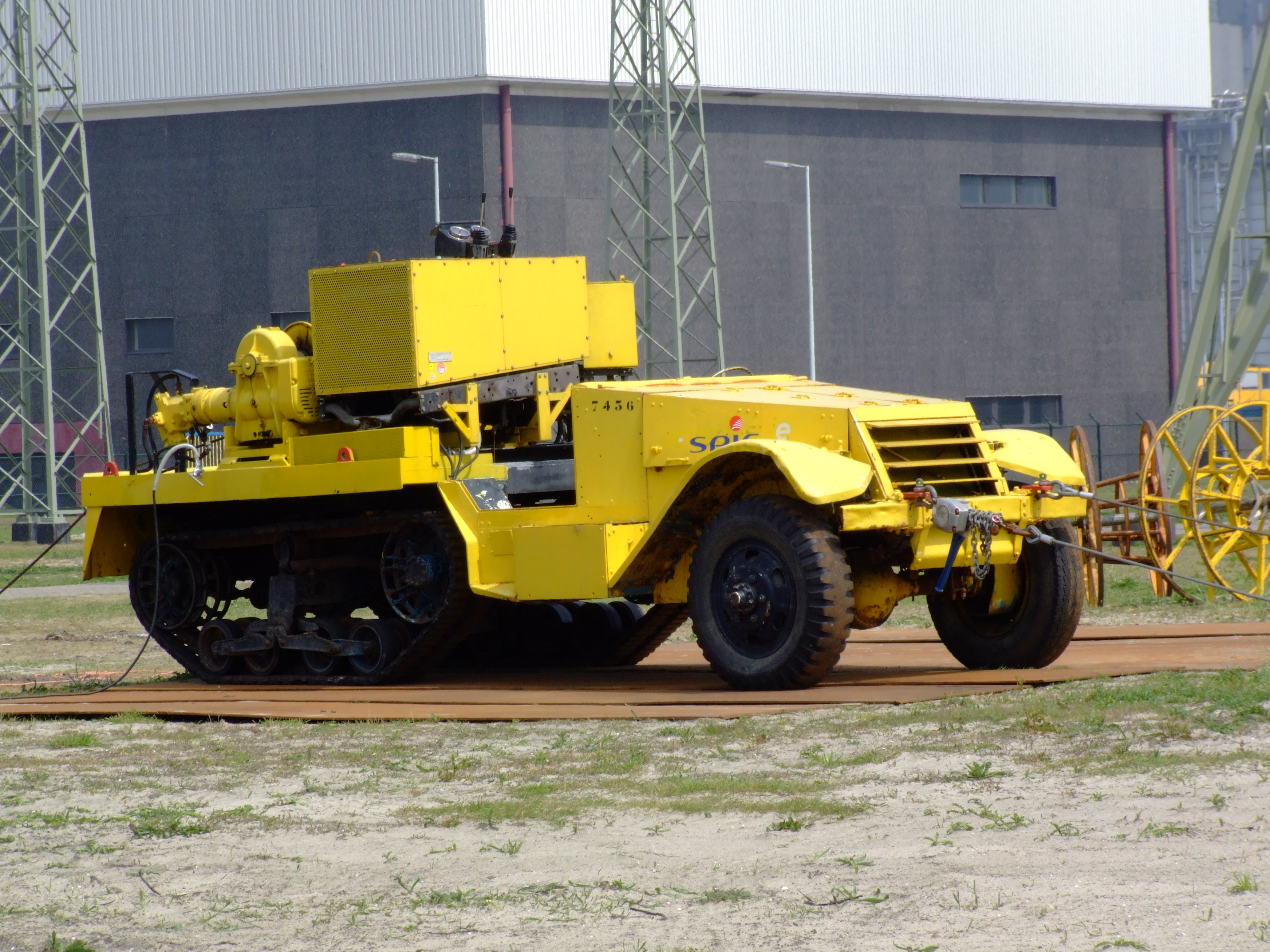
Zivile Nutzung eines M3 (Halbkettenfahrzeug)
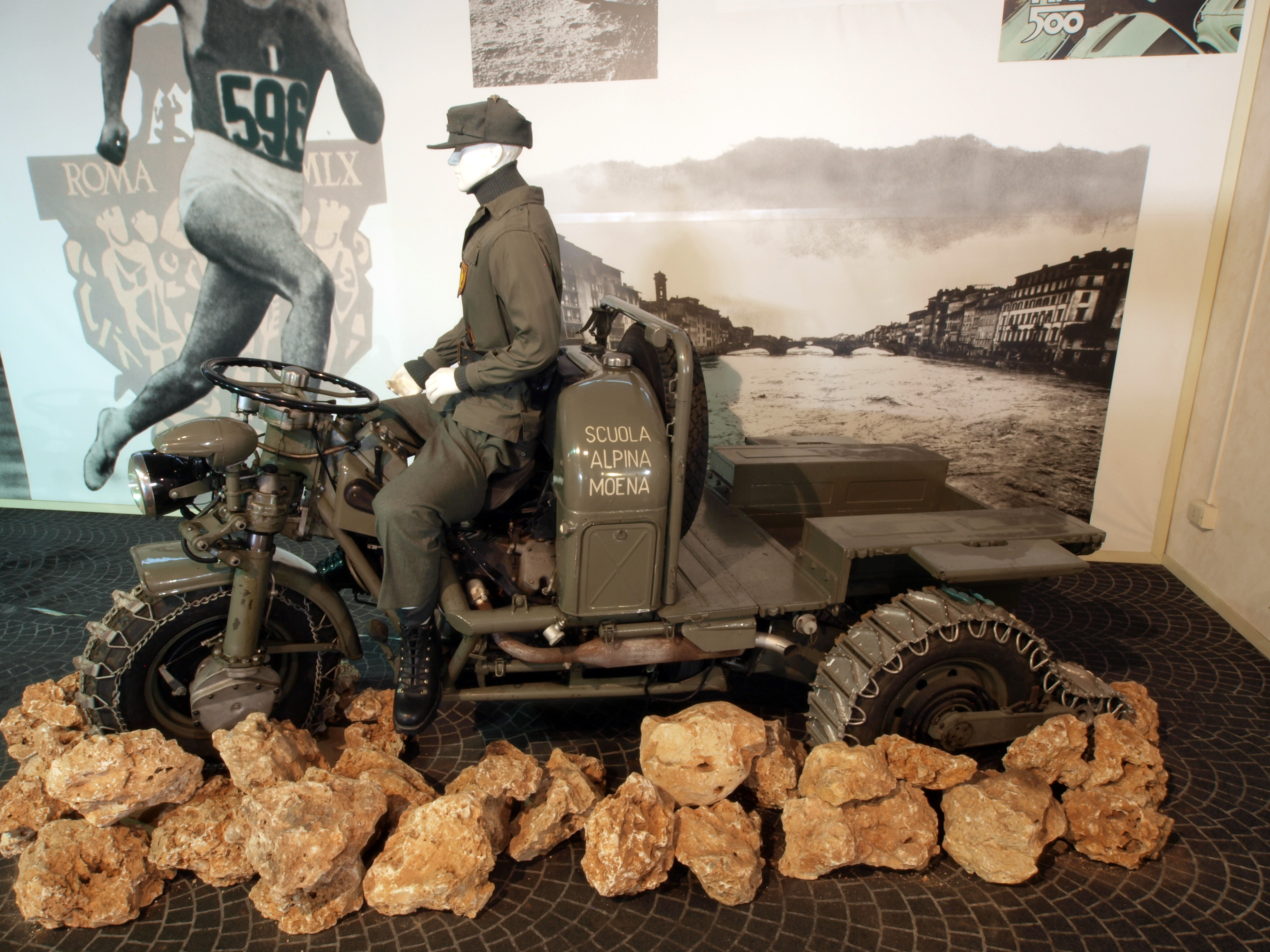
Moto Guzzi Mulo Meccanico

## Technik

### Gleisketten
Der Hauptvorteil der Gleisketten ist ihre höhere Traktion und Geländegängigkeit. Sie haben im Vergleich zu Radfahrzeugen große Aufstandsfläche, was bei gegebener Fahrzeugmasse den spezifischen Bodendruck verringert. Da sich die Gewichtskraft auf der sehr viel größeren Fläche verteilt, wird besonders auf weichen Böden das Einsinken des Fahrzeugs verringert. Die Traktionkräfte könnten mit dem Kettenlaufwerk auf einen wesentlich größeren Bodenkontaktbereich übertragen werden.
Die Spurtreue von Kettenlaufwerken ist allgemein höher als bei Radfahrzeugen. Bei einem Halbkettenfahrzeug ist die Lenkung meist einfacher zu realisieren, da auf Lenkhilfen wie ein aufwendiges Überlagerungslenkgetriebe, das für Kettenfahrzeuge sonst als Lenksteuerung genutzt wird, oft verzichtet werden kann. Die Gestaltung der Fahrzeugführerplätze und -kabinen entsprach meist dem Stand der allgemeinen automobiltechnischen Entwicklungen.
Ein Grund zur Einführung der Fahrzeuge war im frühen 20. Jahrhundert die im Gegensatz zu reinen Kettenfahrzeugen kürzere Ausbildungszeit der Fahrer. Im späteren Verlauf des 20. Jahrhunderts wurde der Ausbildungs-Faktor zunehmend geringer, da die Verbreitung des Automobils voranschritt und Fahrer nicht mehr von Grund auf ausgebildet werden mussten.

### Lenkung
Halbkettenfahrzeuge hatten anfangs keine Lenkunterstützung durch seitendifferenzierbare Traktion (die bei einem Vollkettenfahrzeug zur Lenkung unumgänglich ist), sondern wurden nur mit den Lenksystemen der Vorderachse gesteuert. Für die deutschen Halbkettenfahrzeuge des Zweiten Weltkrieges wurden Lenkhilfen bei Halbkettenfahrzeugen wie beispielsweise beim Kettenkrad eingebaut. Bei dem Sd.Kfz. 9 war der Wendekreis von 21,6 Metern als problematisch bekannt. Das M3 (Halbkettenfahrzeug) der US-Streitkräfte ließ sich besser lenken. Den Vorteilen, die durch geringeren Verbrauch und Verschleiß und überlegene Geländegängigkeit erreicht wurden, stand die aufwändigere Wartung des Lenkbremssystems gegenüber.

## Patentinformationen
- Patent  US26195: Traction Locomotive carring its own Railway. Veröffentlicht am 22. November 1859, Erfinder: Charles F. Mann.‌
- Patent  US1054649A: Automobile Tractor. Angemeldet am 16. Mai 1911, veröffentlicht am 25. Februar 1913, Erfinder: Frederic Edouard Edmond Lefebvre.‌
- Patent  CH65643A: Véhicule automobile. Angemeldet am 28. Februar 1913, veröffentlicht am 1. August 1914, Erfinder: Adolphe Kégresse.‌
- Patent  DE406989C: Schwingbares Traggestell für die Stuetzrollen an Laufkettenfahrzeugen. Veröffentlicht am 9. Dezember 1924, Erfinder: Adolphe Kegresse.‌